# Merck & Co.
Pour les articles homonymes, voir Merck.
Merck & Co. Inc. ou Merck Sharp and Dohme (MSD)  est un laboratoire pharmaceutique américain. Société employant 68 000 personnes dans le monde, elle est l'une des cinq plus grandes sociétés pharmaceutiques mondiales. Ancienne filiale américaine du groupe Merck KGaA, elle est autonome depuis 1917, et n’a plus aucun lien avec son ancien groupe.

## Histoire
Merck & Co a été fondé en 1891 à New York aux États-Unis.
À titre de dédommagement après la Première Guerre mondiale, les États-Unis ont créé une société américaine avec une partie de ce qui était à l'époque Merck KGaA.
En 1965, Merck rachète Charles E. Frosst & Cie (fondée en 1899) et crée Merck-Frosst Canada, Inc., comme filiale canadienne et Centre de recherche pharmaceutique. Merck ferme le Centre de recherche pharmaceutique en juillet 2010 et la compagnie est renommée Merck Canada en 2011.

### Histoire récente
En 1994, Merck (MSD) effectue une opération de coentreprise avec Pasteur Mérieux, un laboratoire pharmaceutique français (Mérieux ayant lui-même racheté la branche «Vaccins» de Pasteur Vaccins). À compter du 1er janvier 2017, Sanofi Pasteur et MSD mettent fin à leur coentreprise dans le domaine des vaccins en Europe. Chaque laboratoire gère désormais son portefeuille de vaccins et mène sa stratégie de développement en Europe de façon indépendante
En 2005, à la suite de poursuites intentées relativement à son produit vedette Vioxx, elle supprime 7 000 emplois, surtout aux États-Unis. Malgré plusieurs victoires dans différents procès, devant jury, intentés par des consommateurs de son médicament Vioxx, elle décide de verser 4,85 milliards de dollars pour mettre un terme aux poursuites judiciaires. En novembre 2005, Merck employait environ 63 000 personnes. L'enquête révèle que le laboratoire Merck connaissait les effets secondaires potentiellement mortels avant même de lancer Vioxx en 1999, mais avait dissimulé les résultats inquiétants de ces études. Merck est également condamné à verser, en 2011, 950 millions à l'Etat américain, pour « fausses déclarations sur la sécurité de son médicament aux fins d'augmenter ses ventes ».
Le 10 mars 2009, elle annonce officiellement sa fusion avec les laboratoires Schering-Plough, pour un montant de 41,5 milliards de dollars, donnant naissance au deuxième groupe pharmaceutique au monde (derrière Pfizer), baptisé Merck,. En 2009, le chiffre d'affaires était de 27,43 milliards de dollars pour 12,90 milliards de bénéfices. À la suite de la fusion avec Schering Plough, le groupe Merck & Co. a presque doublé son chiffre d'affaires à 40,1 milliards de dollars en 2011.
En février 2014, Merck & Co passe un contrat avec Ablynx, une entreprise pharmaceutique belge, pour un montant pouvant aller jusqu'à  1,7 milliard d'euros.
En mai 2014, Merck vend ses activités dans l'ophtalmologie en Europe et en Asie à l'entreprise japonaise de Santen Pharmaceutical pour 600 millions de dollars.
En juin 2014, Merck annonce l'acquisition d'Idenix, spécialisée dans les traitements pour l'hépatite C, pour 3,85 milliards de dollars, dans le but de combiner le traitement contre cette maladie des deux entreprises, dans le but de concurrencer Gilead Sciences. Novartis possédant 22 % d'Idenix, il aurait droit à des redevances sur ses ventes futures.
En décembre 2014, Merck acquiert Cubist Pharmaceuticals, une entreprise américaine spécialisée dans les antibiotiques, pour 8,4 milliards de dollars. En mars 2015, Merck annonce un programme de rachat d'actions d'une valeur de 10 milliards de dollars.
En novembre 2015, Merck acquiert Harrisvaccines pour se renforcer dans l'élaboration et la vente de vaccins pour les animaux d'élevage, notamment ceux pour le cochon et la volaille.
En 2017, l'entreprise publie un rapport s'engageant sur la transparence de la loi sur l'esclavage moderne et affirmant qu'ils garantissent que l'esclavage moderne et la maltraitance des êtres humains n'ont pas lieu dans leurs "chaînes d'approvisionnement ou dans aucune partie de [leurs] activités",.
En février 2018, Merck annonce l'acquisition de Viralytics, une entreprise australienne spécialisée dans l'oncologie, pour 384 millions de dollars. En décembre 2018, Merck annonce acquérir Antelliq, une entreprise française spécialisée dans la traçabilisation électronique des animaux, pour 2,4 milliards de dollars. En février 2019, Merck annonce l'acquisition d'Immune Design, une entreprise d'immunothérapie, pour 300 millions de dollars. En mai 2019, Merck annonce l'acquisition de Peloton Therapeutics, spécialisée dans le cancer du rein, pour 1,05 milliard de dollars. En décembre 2019, Merck annonce l'acquisition de ArQule, spécialisée dans l'oncologie, pour 2,7 milliards de dollars.
En février 2021, Merck annonce l'acquisition de Pandion Therapeutics, spécialisée dans les maladies auto-immunes pour 1,85 milliard de dollars.
Le même mois, après avoir renoncé à pousser plus avant deux projets de vaccin contre la Covid-19, dont un en partenariat avec l'Institut Pasteur, Merck annonce que deux de ses usines seront reconverties afin d'aider Johnson & Johnson à produire sa version du vaccin et à livrer 100 millions de doses aux États-Unis pour la fin du mois de mai, en participant à la fabrication du vaccin lui-même et à sa mise en flacon. L'entreprise touchera 100 millions de dollars pour ce faire de la part des autorités américaines, auxquelles une loi permet de contraindre une société privée à modifier son activité en cas d'urgence.
En septembre 2021, Merck annonce l'acquisition d'Acceleron Pharma, spécialisée dans les maladies cardiaques et pulmonaires, pour 11,5 milliards de dollars.
Le 23 décembre 2021, le molnupiravir, commercialisé par Merck est accepté par la FDA (Agence américaine du médicament) dans l'indication contre la Covid-19. La pilule s'adresse aux adultes à haut risque de complications.
En février 2024, Merck annonce l'acquisition des activités vétérinaires dédiées à la vie marine d'Elanco pour 1,3 milliard de dollars.

## Principaux produits
- Gardasil, un vaccin contre les HPV 6, 11, 16 et 18.
- Ezetrol (ézétimibe), premier inhibiteur de l'absorption intestinale du cholestérol (avec Schering Plough) prescrit dans le traitement de l'hypercholestérolémie en association avec une statine.
- Isentress, premier inhibiteur de l'intégrase du VIH.
- RotaTeq, vaccin contre le rotavirus.
- Vioxx, prescrit dans le traitement de l'arthrose.
- Zocor (simvastatine), première statine, prescrit dans le traitement de l'hypercholestérolémie.
- Singulair (montélukast), inhibiteur des leucotriènes, prescrit contre l'asthme.

## Controverses
Plusieurs produits ont été l'objet de dénonciations de la part de patients et de scientifiques.
Le Vioxx, prescrit dans le traitement de l'arthrose, est retiré du marché en septembre 2004 après que la Food and Drug Administration a estimé que ce médicament était responsable de 88 000 à 139 000 crises cardiaques, dont 27 785 décès, entre 1999 et 2003.

## Filiales

### Merck Canada
Merck Frosst est l'une des plus importantes sociétés canadiennes de recherche biomédicale en pharmaceutique. Le centre de recherche est situé à Montréal, au Québec, et fait partie des onze laboratoires de recherche Merck dans le monde.
Le centre de recherche thérapeutique Merck Frosst Canada a pour mandat de découvrir de nouvelles thérapies pour le traitement des maladies respiratoires et inflammatoires, le diabète, l’ostéoporose, l’asthme, le glaucome et les maladies infectieuses. L’entreprise commercialise également des produits pour le traitement des maladies cardiovasculaires, dont l’hypertension artérielle, l’hypercholestérolémie et l’insuffisance cardiaque, ainsi que des vaccins.
Anciennement Charles E. Frosst & Cie en 1899, puis Merck Sharp & Dohme Canada en 1955, Merck Frosst emploie près de 1 432 personnes, dont plus de 300 scientifiques qui font de la recherche dans six secteurs pharmaceutiques : chimie thérapeutique, sciences biologiques, chimie des procédés, pharmacologie, recherche et développement pharmaceutique et recherche clinique. Elle investit plus de 115 millions de dollars canadien par an en recherche et développement et fait partie des 20 entreprises qui investissent le plus en recherche au Canada.